# Synagoge
Synagoge (fra græsk συναγωγη) er den generelle betegnelse for jødiske bede- og forsamlingshuse. Hovedrummet i en synagoge indeholder sædvanligvis en ark (aron hakkódesh eller hekhál) hvor torarullerne bliver opbevaret; en ophøjet læseplatform (bima eller tebá) for toralæsning og ledelse af bøn, og et evigt lys (ner tamíd) til minde om den syvarmede lysestage i Templet i Jerusalem. I ortodokse menigheders synagoger findes der som oftest en fysisk opdeling, mehitza, mellem mands- og kvindedelene af synagogerummet.
Andre navne for ‘synagoge’ er for eksempel hebræisk בית כנסת (bet keneset), jiddisch shul, spansk/portugisisk esnoga og i hovedsag reformjødisk tempel.

## Berømte synagoger
- Den portugisiske synagoge i Amsterdam, indviet den 2. august 1675.
- Den første synagoge i New York blev indviet den 8. april 1730.

## Skandinavien

### Danmark
Den ene synagoge i København ligger i Krystalgade og blev indviet i 1833. Synagogen i den forhenværende danske by Frederiksstad i Sydslesvig blev indviet i 1845. I Ole Suhrsgade findes der også en synagoge, dog mindre end synagogen i Krystalgade.
Endvidere fandtes synagoger i Holsten i Altona, Glückstadt (senere solgt til nedrivning) og i Rendsborg-Neuwerk (siden 1988 jødisk museum).

### Norge
I Norge findes der i dag to synagoger — en i Oslo og en i Trondheim. Synagogen i Trondheim er en af verdens nordligste. (Den allernordligste synagoge ligger dog, så vidt kendt, i Fairbanks i Alaska.) Andre synagoger har også været i brug — inkluderet et lejet lokale i Folkets Hus i Kristiansund før 2. verdenskrig.

### Sverige
I Sverige findes der i dag tre synagoger — i landets tre største byer, Stockholm, Gøteborg og Malmø.